# Swedish Open 2001
Lo Swedish Open 2001 è stato un torneo di tennis giocato sulla terra rossa. È stata la 54ª edizione dello Swedish Open, che fa parte della categoria International Series nell'ambito dell'ATP Tour 2001. Si è giocato al Båstad Tennis Stadion di Båstad in Svezia, dal 9 al 15 luglio 2001.

## Campioni

### Singolare
Andrea Gaudenzi ha battuto in finale  Bohdan Ulihrach con il punteggio di 7–5 6–3

### Doppio
Karsten Braasch /  Jens Knippschild hanno battuto in finale  Simon Aspelin /  Andrew Kratzmann con il punteggio di 7–6(3) 4–6 7–6(5)